# 전설의 고향 (2007년 영화)
"전설의 고향"은 2007년에 개봉된 대한민국의 공포 영화이다.

## 출연진
- 박신혜 - 소연/효진 역 (아역 : 김보라)
- 재희 - 현식 역
- 양금석 - 소연 모 역
- 박명신 - 유모 역
- 양진우 - 김 선비 역
- 한여운 - 선영 역
- 배윤범 - 안 선비 역
- 정상훈 - 최 서방 역